# Eleição presidencial na Índia de 2012
As eleições presidenciais indianas de 2012 foram realizadas em 19 de julho, a fim de eleger o novo presidente do país. Um colégio eleitoral formado por 4.896 deputados do Parlamento Federal e das assembleias locais em cada estado da Índia elegeu o presidente para um mandato de cinco anos. A votação foi realizada no dia 19 de julho, mas o resultado foi revelado apenas 3 dias depois da qual Pranab Mukherjee foi eleito pra um mandato de cinco anos a começar em 25 de julho.

## Candidatos
- Manmohan Singh, primeiro-ministro
- Pranab Mukherjee, ministro das Finanças
- Hamid Ansari, Vice-Presidente
- APJ Abdul Kalam, ex-presidente
- Gopal Krishna Gandhi, o ex- governador de Bengala e neto de Mohandas Karamchand Gandhi
- Meira Kumar, presidente da Lok Sabha
- Somnath Chatterjee, ex-presidente da Lok Sabha
- AK Antony, o ministro da Defesa
- Karan Singh, membro do Rajya Sabha
- SY Quraishi, ex chefe da Comissão Eleitoral
- Parkash Singh Badal, o ministro chefe de Punjab
- Mulayam Singh Yadav, líder do Partido Samajwadi
- Mohsina Kidwai, Membro do Rajya Sabha